# Мешуя
Мешуя (араб. سلطة مشوية‎, «салат на гриле») — популярный тунисский салат, его ценят за остроту, часто едят летом. Представляет собой салат из овощей, приготовленных на гриле: помидоров, перца, лука и чеснока, также может содержать баклажаны. Их готовят на гриле в духовке или на плите, затем измельчают, приправляют специями (чеснок, кориандр, тмин), добавляют каперсы, кусочки лимона, тунца и оливковое масло, иногда для украшения кладут сверху варёные яйца.
Считается, что салат мешуя является кулинарным наследие арабов-андалузцев, которые поселились в районе Кейп-Бон после падения Гранадского эмирата в 1492 году и привезли с собой традицию выращивания пасленовых из Нового Света, недавно завезенных в Испанию, таких как помидоры, сладкий и острый перец.
Салат мешуя является хорошим источником антиоксиданта ликопина, который приносит много пользы для здоровья, включая снижение риска сердечных заболеваний и рака. Он также являются отличным источником витамина С, калия, фолиевой кислоты и витамина К. Содержит клетчатку, витамины Е и С. Жители Северной Африки используют его для уменьшения воспалений и лечения инфекций.